# Nematocarcinus tuerkayi
Nematocarcinus tuerkayi is een garnalensoort uit de familie van de Nematocarcinidae. De wetenschappelijke naam van de soort is voor het eerst geldig gepubliceerd in 2005 door Burukovsky.